# Art Kuehn
Arthur Bert Kuehn (Victoria, 12 febbraio 1953) è un ex giocatore di football americano canadese che ha giocato nel ruolo di centro per la maggior parte della carriera con i Seattle Seahawks della National Football League (NFL). Fu scelto nel corso del quindicesimo giro (384º assoluto) del Draft NFL 1975 dai Washington Redskins. Al college ha giocato a football a UCLA.

## Carriera professionistica
Kuehn fu scelto nel corso del quindicesimo giro del Draft 1975 dai Washington Redskins con cui però non disputò mai nemmeno una partita. Egli invece preferì firmare con i Southern California Sun della World Football League quella stagione. Nell'expansion draft del 1976 fu scelto dalla neonata franchigia dei Seattle Seahawks con cui disputò sette stagioni e 98 partite. L'ultima stagione della carriera, Art la giocò con i New England Patriots nel 1983 scendendo in campo solamente due volte nella stagione regolare.

## Vittorie e premi
Nessuno

## Statistiche
| Partite totali | 100 |